# Danfi-Dagara
Danfi-Dagara est une commune rurale située dans le département de Niabouri de la province de Sissili dans la région du Centre-Ouest au Burkina Faso.

## Géographie
Le nom du village fait référence à l'éthnie Dagari qui l'habite historiquement.